# Shinagani gazapkhulebis q’vaviloba
Shinagani gazapkhulebis q'vaviloba (international: Inner Blooming Springs) ist ein georgischer Dokumentarfilm von Tiku Kobiashvili aus dem Jahr 2025.

## Inhalt
Ab März 2023 begannen Proteste in Georgien für mehr Demokratie und gegen das „ausländische Agenten“-Gesetz. So auch die Regisseurin Tiku Kobiashvili und ihre Freunde, die füreinander und die Zukunft demonstrieren.

## Produktion
Der Film ist das Regiedebüt von Kobiashvili und feierte am 20. Februar auf der Berlinale 2025 in der Sektion Forum Special Premiere.